# Elección presidencial de El Salvador de 1945
La elección presidencial de El Salvador de 1945 fue el 14 de enero de 1945. El resultado fue la victoria de Salvador Castaneda Castro del PUSD.

## Proceso de Elecciones
Tras la renuncia del General Maximiliano Hernández Martínez con la Huelga de Brazos Caídos después de un año, Andrés Ignacio Menéndez quien lo sustituyó pretendía convocar a elecciones libres con participación democrática, sin embargo Menéndez sería derrocado por militares a fines a la oligarquía así dando el cargo a presidente interino Osmin Aguirre y Salinas que convocaría a elecciones pero con sus adversarios retirándose de dicha elección debido a que algunos de sus adversarios fueron víctimas de amenazas Arturo Romero que fue un férreo opositor al régimen de Martínez testificó que sufrió torturas y amenazas a muerte que lo obligaron a exiliarse a Costa Rica, aun así pudieron participar en la elección pero solo el candidato Salvador Castaneda Castro salió electo para la presidencia sin embargo no se publicaron resultados. 

## Candidatos
Entre los candidatos se encontraban el Dr.Arturo Romero que fungía como Médico en el Hospital Nacional Rosales fue un férreo opositor al gobierno de Martínez, el segundo candidato fue el periodista Napoleón Viera Altamirano que fungía como empresario de uno de los mayores diarios impresos del país el cual se titula el Diario de Hoy, el tercer candidato era Antonio Claramount que fungió como parte de la caballería de la Fuerza Armada era un militar de carrera llegando al grado de coronel, el cuarto candidato fue José Cipriano Castro que fungio como presidente de la Asamblea Nacional durante el gobierno de Martínez y los dos candidatos a fines a la oligarquía Osmin Aguirre y Salvador Castaneda Castro. 

## Candidatura de Arturo Romero
El 2 de abril de 1944, Arturo Romero lidero junto con militares golpistas entre ellos Tito Calvo y Julio Faustino Sosa debido a las elecciones de Martínez que estaría buscando una reelección para un cuarto periodo, la cual consideraron fraudulenta y sin participación democrática, la población vio un serio desgaste al gobierno de Martínez cosa que perdería su popularidad, sin embargo el golpe terminó fracasando y los golpistas fueron ejecutados. 
Romero recibiría un enorme apoyo gracias a la Huelga de Brazos Caídos que derrocaría al General Martínez, sin embargo su ideología permanecía en serios ministerios y gabinetes de gobierno, La población daría la victoria a Arturo Romero ya que contaba con el apoyo suficiente de la población, sin embargo esto alarmó a los militares y oligarquía cafetalera cosa que los llevó a organizar un golpe de Estado hacia Andrés Ignacio Menéndez y poniendo a Osmin Aguirre como nuevo presidente provisional, Romero se exiliaría en Costa Rica buscando una mejor vida, pero fallecería en Honduras. 